# HMAS Patricia Cam
HMAS „Patricia Cam” (FY68) – australijski trałowiec pomocniczy z okresu II wojny światowej. Był jednym z 35 statków cywilnych zarekwirowanych przez Royal Australian Navy (RAN) w czasie wojny i przystosowanych do roli trałowców. „Patricia Cam” był jednym z ośmiu statków należących do Cam & Sons, które weszły do służby w RAN i jednym z dwóch statków tej firmy które zatonęły w czasie wojny (drugim był HMAS „Goorangai” który zatonął w wyniku kolizji).

## Historia

### Patricia Cam
Trawler „Patricia Cam” został zbudowany w stoczni G. Beattie położonej w zatoce Brisbane Water w 1940 roku. Był to statek motorowy napędzany dwoma silnikami wysokoprężnymi typu Fairbank Morse o mocy 160 KM każdy, miał dwie śruby. Maksymalna prędkość statku wynosiła 8 węzłów. Drewniany kadłub statku miał 120 stóp i 10½ cala długości (36,84 m), 30 stóp 3½ cala szerokości (9,23 m), zanurzenie wynosiło pomiędzy 6 stóp i 4 cala (1,93 m), a 8 stóp i 9½ cala (2,68 m). Pojemność brutto statku wynosiła 301 ton, net tonnage wynosiła 202. Po ukończeniu statek został zakupiony przez działająca w Sydney firmę rybacką Cam & Sons.

### HMAS Patricia Cam
Po wybuchu wojny statek został zarekwirowany (wraz z 34 innymi statkami) przez RAN 9 lutego 1942 roku i przystosowany do roli trałowca pomocniczego. Na okręcie zainstalowano urządzenia trałowe, został także uzbrojony w pojedyncze działko Oerlikon 20 mm, ciężki karabin maszynowy Browning i jeden lub dwa karabiny maszynowe Vickers. Do służby RAN już jako HMAS „Patricia Cam” (FY68) wszedł 3 marca 1943 roku pod dowództwem komandora podporucznika Johna A. Granta.
8 marca 1942 roku okręt udał się w drogę z Sydney do Darwin, gdzie przybył 5 kwietnia. W Darwin „Patricia Cam” służył jako „okręt ogólnego przeznaczenia” (general purpose vessel), głównie przewożąc zaopatrzenie, brał także udział w ratowaniu amerykańskiego statku „Don Isidoro” uszkodzonego przez japońskie samoloty.
13 stycznia 1943 roku „Patricia Cam” wyruszył w podróż z Darwin z zaopatrzeniem dla kilku misji. 19 stycznia okręt opuścił Goulburn Island (Morze Arafura) podążając do misji Milingimbi położonej w archipelagu Crocodile Islands, gdzie przybył po południu następnego dnia. 22 stycznia okręt kontynuował podróż, tym razem płynąc na Elcho Island. Na okręcie znajdowało się wówczas sześciu pasażerów, metodystyczny ksiądz L. N. Kentish i pięciu miejscowych Aborygenów. Jednym z nich był Paddy, który w czasie rejsu służył jako pilot na trudnych, pełnych raf i mielizn wodach.
Około godziny 13.30 (na pozycji 11° 19' S 136° 23' E) okręt został zaatakowany przez japońską łódź latającą należącą do 734 Dywizjonu. Samolot zaatakował od strony słońca z wyłączonym silnikiem, zrzucając przy tym tylko jedną bombę, która trafiła dokładnie w środek okrętu i eksplodowała w środkowej ładowni. Okręt zatonął w ciągu minuty. W eksplozji zostały zniszczone obydwie łodzie ratunkowe na okręcie, ale ocalała jedna znajdująca się tam tratwa. Jeden z członków załogi, marynarz (ordinary seaman) Neil G. Penglase zginął na pokładzie tonącego okrętu.
Już po zatonięciu statku japoński samolot zrzucił następną bombę zabijając pływających w wodzie starszego marynarza (able seaman) Edwarda D. Nobesa i dwóch z aborygeńskich pasażerów.  Samolot krążył pewien czas wokół rozbitków ostrzeliwując ich z karabinu maszynowego, ale nie trafiając w żadnego z nich. Po około 30 minutach oddalił się w kierunku północnym, ale powrócił po pięciu minutach i wylądował na wodzie przy pływających marynarzach. Japońscy piloci zaczęli gwałtownie gestykulować nakazując komuś podpłynąć do samolotu, na co jednak nikt się nie zdecydował. Samolot zbliżył się do grupki rozbitków, w której znajdował się pastor Kentish i jeden z członków załogi japońskiego samolotu grożąc mu rewolwerem zmusił go do przypłynięcia do samolotu. Po krótkiej rozmowie Kentish został wzięty na pokład wodnosamolotu, który wystartował i odleciał już ostatecznie kierują się na północ.
Po odlocie samolotu ranni marynarze zostali umieszczeni na tratwie ratunkowej, a większość pozostałych rozbitków starała się trzymać razem w jednej grupie. Dwóch marynarzy, ordinary seaman Andrew A. Johnston i starszy mechanik William R. Moffitt, przebywali w pewnej odległości od głównej grupy, utrzymując się na wodzie przy pomocy desek z pokładu okrętu. Zostali straceni z oczu po zapadnięciu ciemności i najprawdopodobniej utonęli.
Rozbitkowie usiłowali płynąć w kierunku Wessel Island, ale silny prąd morski zepchnął ich na południe. 18 członków załogi, którzy przetrwali do tej pory, wylądowali na małej, kamienistej wysepce około dwóch mil na południe od Cumberland Strait o godzinie 03.30 23 stycznia. Już po lądowaniu na wyspie z ran zmarł starszy palacz Percival J. Cameron, a później w tym samym dniu zmarł jeszcze jeden z Aborygenów.
Na brzegu aborygeński pilot Paddy rozpalił ognisko w celu przyciągnięcia uwagi. Na wysepce znajdowało się źródło wody pitnej, ale jedynym pożywieniem były małże i jadalne korzonki wskazane przez Aborygenów.  Rankiem 25 lutego na wysepkę przybyło kanoe tubylców mieszkających na Wessel Island. Wzięli oni na pokład dowódcę zatopionego okrętu porucznika A.C. Meldruma. Meldrum otrzymał od Aborygenów duży zapas wody i żywności, i udał się na ratunek podążając do znajdującej się w odległości 35 mil (56 km) stacji obserwacji wybrzeża w Jensen Bay. Idący na boso poprzez ostre kamienie i scrub dotarł tam o godzinie 21.00 26 stycznia. Rozbitkowie zostali jednak znalezieni już wcześniej. Zauważył ich należący do 7 Dywizjonu RAAF-u bombowiec Bristol Beaufort.  Rozbitkom zrzucono jedzenie i apteczkę, zostali uratowani z wysp dzień później 29 stycznia przez patrolowiec HMAS „Kuru” i przybyli do Darwin dwa dni później.
Losy pastora Kentisha pozostały nieznane aż do zakończenia wojny. Po wojnie przesłuchiwani Japończycy przyznali, że Kentish był więziony na Dobo do 4 maja 1943 roku. W tym dniu został on zamordowany przez podporucznika Sagejimę Maugana, który ściął mu głowę. Sagejima Maugan został aresztowany i oskarżony o zbrodnię wojenną. Karę śmierci wykonano w Hongkongu 23 sierpnia 1948 roku.
Okręt został wyróżniony battle honour za kampanię „Darwin 1942-43”.

## Lista ofiar załogi „Patricia Cam”
- starszy palacz Percival J. Cameron (zmarł z powodu ran);
- marynarz Andrew A. Johnston (uznany za zmarłego przez utonięcie);
- starszy mechanik William R. Moffitt (uznany za zmarłego przez utonięcie);
- starszy marynarz Edward D. Nobes (zabity w akcji);
- marynarz Neil G. Penglase (zatonął wraz ze statkiem);
- pastor L. N. Kentish (zamordowany).

Nie są znane imiona trzech tubylców Aborygeńskich, którzy stracili życie.

## Dowódcy okrętu
- porucznik marynarki John A. Grant - 3 marca 1942 r. - czerwiec 1942 r.
- sub-lieutenant (aspirant) George F. Stooke - czerwiec 1942 r. - 12 listopada 1942 r.
- porucznik marynarki Alexander C. Meldrum - 12 listopada 1942 r. - 23 stycznia 1943 r.

## Upamiętnienie
Okręt jest upamiętniony drzewem rosnącym w Shrine of Remembrance w Melbourne.